# Letheobia somalica
Letheobia somalica är en ormart som beskrevs av Boulenger 1895. Letheobia somalica ingår i släktet Letheobia och familjen maskormar. Inga underarter finns listade i Catalogue of Life.
Arten förekommer i Etiopien och den hittas vanligen på högplatån mellan 1800 och 2200 meter över havet. Den första individen registrerades däremot vid floden Bio Asse på 600 meter över havet. Honor lägger ägg.